# IC 4197
IC 4197 — галактика типу E/SB0 () у сузір'ї Гідра.
Цей об'єкт міститься в оригінальній редакції індексного каталогу.